# Til Death Do Us Part (película de 2023)
Til Death Do Us Part es una película de suspenso de acción estadounidense de 2023 dirigida por Timothy Woodward Jr., escrita por Chad Law y Shane Dax Taylor, y con un guion editado por Lori Franklin-Garcia.

## Sinopsis
Una novia abandona su boda y luego debe luchar contra el novio despreciado y sus siete mejores hombres.

## Reparto
- Cam Gigandet como Mejor hombre
- Jason Patric como Esposo
- Natalie Burn como Novia

## Estreno
La película fue estrenada de forma limitada el 4 de agosto de 2023.